# Heidi Thomas

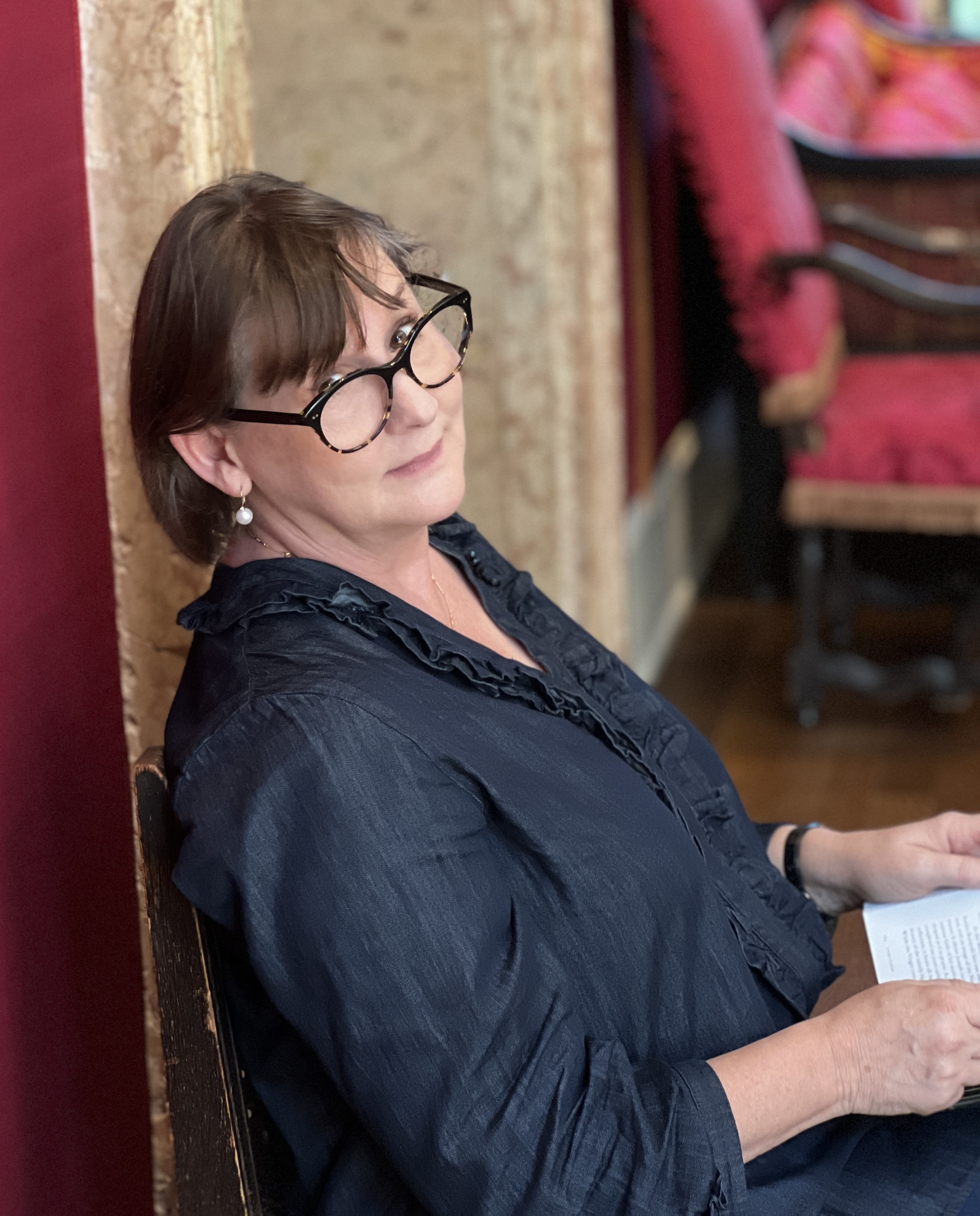
Heidi Thomas

Heidi Thomas (* 1962 in Garston, Liverpool) ist eine britische Drehbuchautorin und Dramatikerin.

## Leben
Thomas studierte an der Liverpool University. Direkt nach Ende ihres Studiums gewann sie 1984 den National Youth Theatre New Play Award für ihr erstes Theaterstück All Flesh is Grass. 1985 gewann sie für ihr Stück Shamrocks and Crocodiles den John Whiting Award.
In der Spielzeit 1987/1988 wurde ihr Stück Indigo von der Royal Shakespeare Company inszeniert.
Seit Ende der 1980er Jahre schrieb sie auch Drehbücher für das britische Fernsehen. 2007 konzipierte sie die Fernsehserie Lilies, für die sie auch eines der Drehbücher schrieb und als Executive Producer fungierte. Von 2007 bis 2009 schrieb sie die Drehbücher für mehrere Folgen der Fernsehserie Cranford, die auf den Romanen von Elizabeth Gaskell basiert. Diese Arbeit brachte ihr mehrere Preise ein, darunter den Preis der Writers’ Guild of Great Britain (2008), den Broadcasting Press Guild Award (2008) und den Banff Rockie Award (2008). Außerdem wurde sie für ihre Arbeit an Cranford 2008 und 2010 für den British Academy Television Award als Bester Drehbuchautor nominiert.
Im Anschluss verfasste Thomas die Drehbücher für die Fernsehserie Rückkehr ins Haus am Eaton Place, bevor sie sich der Drehbuch-Umsetzung von Jennifer Worths Memoiren widmete. Die darauf basierende Fernsehserie Call the Midwife – Ruf des Lebens läuft seit 2012 bei der BBC. Auch für Call the Midwife erhielt sie mehrere Preise wie den TV Quick Award (2012), den Christopher Award (2013) und den Television and Radio Industries Club Award (2013).
Aus ihrer 1990 geschlossenen Ehe mit dem Schauspieler Stephen McGann ging ein Sohn hervor. Die Familie lebt in Saffron Walden.

## Filmografie
- 1987: Screenplay (Fernsehserie, eine Episode)
- 1993: Frank Stubbs Promotes (Fernsehserie, eine Episode)
- 1994: The Lifeboat (Fernsehserie, eine Episode)
- 1993–1994: Soldier Soldier (Fernsehserie, sechs Episoden)
- 1995: Doctor Finlay (Fernsehserie, eine Episode)
- 1996: Kiss and Tell (Fernsehfilm)
- 2000: Madame Bovary (Fernsehfilm)
- 2003: I Capture the Castle
- 2007: Lilies (Fernsehserie, eine Episode)
- 2007: Ballet Shoes (Fernsehfilm)
- 2007–2009 Cranford (Fernsehserie, sieben Episoden)
- 2010–2012: Rückkehr ins Haus am Eaton Place (Upstairs Downstairs, Fernsehserie, neun Episoden)
- Seit 2012: Call the Midwife – Ruf des Lebens (Call the Midwife, Fernsehserie)

## Theater
- 1984: All Flesh is Grass (National Youth Theatre)
- 1987: Indigo (Royal Shakespeare Company and Almeida Theatre, London)
- 1988: Shamrocks and Crocodiles (Liverpool Playhouse and National Theatre Studio)
- 1992: Some Singing Blood (Royal Court Theatre)
- 2009: The House of Special Purpose (Chichester Festival Theatre)